# The Doctor's Dilemma
The Doctor's Dilemma é um filme britânico de comédia dramática de 1958, dirigido por Anthony Asquith para a Metro-Goldwyn-Mayer. O roteiro de Anatole de Grunwald adapta peça teatral homônima de 1906 de autoria de George Bernard Shaw.

## Elenco
- Leslie Caron...Jennifer Dubedat
- Dirk Bogarde...Louis Dubedat
- Alastair Sim...Cutler Walpole
- Robert Morley...Sir Ralph Bloomfield Bonington
- John Robinson...Sir Colenso Ridgeon
- Felix Aylmer...Sir Patrick Cullen
- Michael Gwynn...Dr. Blenkinsop
- Maureen Delaney...Emmy
- Alec McCowen...Redpenny
- Colin Gordon...Repórter
- Gwenda Ewen...Minnie Tinwell
- Terence Alexander...Senhor Lanchester
- Derek Prentice...Garçom
- Peter Sallis...Secretário da Galeria de Arte
- Clifford Buckton...Mordomo
- Mary Reynolds...Gwenda Ewen

## Sinopse
Na Era Vitoriana, o eminente Doutor Sir Colenso Ridgeon anuncia que criou um soro eficaz contra a mortal tuberculose e seus amigos médicos vão até a casa dele para homenageá-lo. Terminada a comemoração, a criada de Colenso anuncia que uma mulher, Jennifer Dubedat, o procura pois o marido dela, o jovem artista Louis, sofre daquele mal. O doutor a principio recusa atendê-la, mas acaba sucumbindo ao charme de Jennifer e aceita encaixar Louis no grupo limitado de seus pacientes. Mas quando conhecem Louis, os médicos descobrem que ele é um vigarista e bígamo, enganando Jennifer. Então o humilde médico Dr. Blenkinsop que não tem qualquer notoriedade e trata com sucesso seus pacientes pobres com remédios naturais, conta a Colenso que ele também está tuberculoso. O médico passa a enfrentar um dilema: como não pode mais aceitar pacientes, ele fica em dúvida se trata de Louis, a quem detesta, ou ao seu antigo amigo Dr. Blenkinsop.

## Produção
Gabriel Pascal anunciou em 1946 que ele produziria o filme com a direção de Alexander Korda e o protagonismo de Deborah Kerr  e Leslie Howard. Contudo, a produção não foi em frente.
Anatole de Grunwald e Anthony Asquith tinham desenvolvido um filme sobre T.E. Lawrence que seria estrelado por Dirk Bogarde e que foi cancelado no último minuto. The Doctor's Dilemma foi oferecido ao ator como alternativa.

## Recepção
O filme fez sucesso no Estados Unidos mas não na Grã-Bretanha. Bogarde mais tarde teorizou que a razão poderia ser que o público se decepcionou ao saber que não era um exemplar da série de cinema "Doctor".